# Moto 360
El Moto 360 es un reloj inteligente basado en Android Wear desarrollado por Motorola Mobility. Fue anunciado el 18 de marzo de 2014 y fue lanzado al mercado en los Estados Unidos el 5 de septiembre de ese mismo año junto con los nuevos modelos de sus celulares Moto X y Moto G y su accesorio, el Moto Hint.

## Hardware y diseño
Las dimensiones del Moto 360 están basadas en el diseño circular de relojes tradicionales. Utiliza una pantalla capacitiva táctil, al igual que un exterior de acero y una manilla removible. El reloj también es resistente al agua y es posible cargarlo en forma inalámbrica a través del estándar Qi. El reloj también tiene un sensor de luz de ambiente y un sensor de ritmo cardíaco. Antes de su lanzamiento, se especulaba que contaría con una batería unas 2.5 veces más grande que otros dispositivos Android Wear similares, en especial el LG G y el Samsung Gear Live, aunque también sería más grueso que otros relojes inteligentes.

## Software
El 360 utiliza Android Wear, una versión de la popular plataforma móvil Android de Google diseñada específicamente para dispositivos corporales. Se integra con Google Now y puede sincronizarse a través de bluetooth con teléfonos inteligentes que corran Android 4.3 JellyBean, Android 4.4 KitKat o Android 5.0 Lollipop para recibir notificaciones y controlar varias otras operaciones, también incluye un añadido propio del fabricante el cual es un medidor de ritmo cardiaco en su aplicación Moto Body . 